# Cholet-Pays de Loire 2016
La Cholet-Pays de Loire 2016, trentanovesima edizione della corsa e valida come evento dell'UCI Europe Tour 2016 categoria 1.1, si svolse il 20 marzo 2016 su un percorso di 210 km.
Fu vinta dal francese Rudy Barbier, che giunse al traguardo con il tempo di 5h11'06", alla media di 40,5 km/h, davanti al belga Baptiste Planckaert e a chiudere il podio il francese Yannis Yssaad.
Alla partenza 122 ciclisti presero il via, dei quali 74 portarono a termine la gara.

## Squadre partecipanti
| N.    | Cod. | Squadra                      |
| ----- | ---- | ---------------------------- |
| 1-8   | FVC  | Fortuneo-Vital Concept       |
| 11-17 | ALM  | AG2R La Mondiale             |
| 21-28 | FDJ  | FDJ                          |
| 31-38 | COF  | Cofidis, Solutions Crédits   |
| 41-48 | DEN  | Direct Énergie               |
| 51-58 | DMP  | Delko-Marseille Provence-KTM |
| 61-68 | TSV  | Topsport Vlaanderen-Baloise  |
| 71-77 | AND  | Androni Giocattoli-Sidermec  |

| N.      | Cod. | Squadra                           |
| ------- | ---- | --------------------------------- |
| 81-88   | ROT  | Team Roth                         |
| 91-98   | WGG  | Wanty-Groupe Gobert               |
| 101-108 | AUB  | HP-BTP Auber 93                   |
| 111-118 | ADT  | Armée de Terre                    |
| 121-128 | RLM  | Roubaix-Métropole Europ. de Lille |
| 131-137 | WBC  | Wallonie Bruxelles-Group Protect  |
| 141-147 | EUS  | Euskadi Basque Country-Murias     |
| 151-158 | MMM  | Team 3M                           |

## Ordine d'arrivo (Top 10)
| Pos. | Corridore            | Squadra     | Tempo    |
| ---- | -------------------- | ----------- | -------- |
| 1    | Rudy Barbier         | Roubaix     | 5h11'06" |
| 2    | Baptiste Planckaert  | Wallonie    | s.t.     |
| 3    | Yannis Yssaad        | Armée de T. | s.t.     |
| 4    | Nico Denz            | AG2R        | s.t.     |
| 5    | Marc Sarreau         | FDJ         | s.t.     |
| 6    | David Menut          | HP BTP      | s.t.     |
| 7    | Pieter Vanspeybrouck | Topsport    | s.t.     |
| 8    | Laurent Évrard       | Team 3M     | s.t.     |
| 9    | Armindo Fonseca      | Fortuneo    | s.t.     |
| 10   | Jimmy Turgis         | Roubaix     | s.t.     |